# Driver's Privacy Protection Act

Le Driver's Privacy Protection Act (Loi de protection de la vie privée du conducteur) est une loi fédérale des États-Unis votée et promulguée en 1994, et aujourd'hui intégrée au titre XVIII du Code des États-Unis. Le projet de loi fut introduit en octobre 1993 et la loi signée par le président Bill Clinton le 13 septembre 1994.

## Objectifs et dispositions
Elle vise à protéger les données personnelles fournies par le conducteur aux Departments of Motor Vehicles afin d'obtenir un permis de conduire, et proscrit notamment la commercialisation de ces données. Toute utilisation de ces données, sauf exception, requiert le consentement exprès du conducteur. Les exceptions incluent les aspects judiciaires, l'accès des assurances et des entreprises ayant besoin de ces informations de façon courante et normale, les employeurs, les péages, etc. Une procédure d'opt-in permet au conducteur d'accepter que ces données soient utilisées à des fins de marketing et de publicité.
Cette loi fut votée quelque temps après l'assassinat de l'actrice Rebecca Schaeffer, tuée par un fan qui la poursuivait sans relâche. La constitutionnalité de la loi fut notamment contestée par la Caroline du Sud qui affirmait qu'elle empiétait sur les prérogatives des États fédérés. Dans Reno v. Condon (en) (2000), la Cour suprême rejeta cette prétention, considérant notamment que la loi n'obligeait pas les États à réguler les citoyens, mais imposait des règlements aux États fédérés, en particulier concernant l'usage de leurs bases de données.